# Leukerbad
Leukerbad (em francês: Loèche-les-Bains) é uma comuna da Suíça, no Cantão Valais, com cerca de 1.596 habitantes. Estende-se por uma área de 23,7 km², de densidade populacional de 21 hab/km². Confina com as seguintes comunas: Adelboden (BE), Albinen, Ferden, Guttet-Feschel, Inden, Kandersteg (BE), Lenk im Simmental (BE), Mollens. 
A língua oficial nesta comuna é o Alemão.